# Rennick-gleccser
A Rennick-gleccser egy gleccser az Antarktiszon, pontosabban a Viktória-földön. Szélessége eléri a 48 km-t, a tenger közelében összeszűkül 16 km-re, hosszúsága 320 km, ezzel az Antarktisz, egyben a világ 2. leghosszabb gleccsere. Végződése a Rennick-öbölnél van, ahol a tengerrel találkozik. Az Amerikai Egyesült Államok Haditengerészete 1946 és 1947 között a gleccser tengerparti részét feltérképezte a Highjump-hadművelet során. 1960 februárjában a gleccser felsőbb részeit is felderítették, szintén egy Egyesült Államok által tervezett út során.

## Fordítás
Ez a szócikk részben vagy egészben  a   Rennick-Gletscher című német Wikipédia-szócikk ezen változatának fordításán alapul.  Az eredeti cikk szerkesztőit annak laptörténete sorolja fel. Ez a jelzés csupán a megfogalmazás eredetét és a szerzői jogokat jelzi, nem szolgál a cikkben szereplő információk forrásmegjelöléseként.